# بابا و آن‌ها
بابا و آنها (انگلیسی: Daddy and Them) یک فیلم سینمایی آمریکایی در ژانر کمدی-درام محصول سال ۲۰۰۱ به کارگردانی بیلی باب تورنتون است.

## بازیگران
- بیلی باب تورنتون در نقش کلود مونتگومری
- برندا بلتین در نقش جولیا مونتگومری
- لورا درن در نقش روبی مونتگومری
- اندی گریفیت
- کلی پرستون در نقش رز
- جیمی لی کرتیس در نقش ایلین بوون
- بن افلک در نقش لارنس بوون
- داین لد
- ساندرا سیکات در نقش البه مونتگومری
- جان پراین در نقش آلوین مونتگومری
- جیم وارنی در نقش هازل مونتگومری
- تیوزدی نایت در نقش بیلی مونتگومری
- والتون گاگینز